# Continent perdu
Pour plus de détails, voir Fiche technique et Distribution.
Continent perdu (titre original : Continente perduto) est un film italien réalisé par Leonardo Bonzi, Enrico Gras et Giorgio Moser, sorti en 1954.

## Synopsis
Il s'agit d'un film documentaire consistant en une suite de scènes tournées dans le Sud-Est asiatique. Réalisé à grands moyens, accompagné d'une riche bande sonore, ce n'est pas tant une enquête ethnographique qu'un « poème visuel » où « le pittoresque, l'inattendu, l'étrange, atteignent à une sorte de grandeur épique », selon Jean de Baroncelli.
Dans son célèbre recueil d'essais Mythologies, Roland Barthes livre une analyse critique des intentions qui sous-tendent ce film. Selon lui, sous couvert de privilégier un exotisme de carte postale, Continent perdu revient à le banaliser : « colorier le monde, c'est toujours un moyen de le nier ». Barthes fait aussi le lien avec la Conférence de Bandoeng, tenue la même année que la sortie du film, dans la même région du globe, et qui marque l'apparition du mouvement des pays non-alignés du Tiers-monde : « Il ne peut être innocent de perdre le continent qui s'est retrouvé à Bandoeng. »

## Fiche technique
- Titre : Continent perdu
- Titre original : Continente perduto
- Réalisation : Leonardo Bonzi, Enrico Gras et Giorgio Moser
- Scénario : Mario Craveri, Enrico Gras, Ennio Flaiano
- Commentaires : Orio Vergani
- Production : Leonardo Bonzi
- Musique : Angelo Francesco Lavagnino
- Photographie : Franco Bernetti, Giovanni Raffaldi et Mario Craveri
- Montage : Mario Serandrei
- Pays d'origine : Italie
- Format : Couleurs - Mono
- Genre : Film documentaire
- Durée : 120 minutes
- Date de sortie : 1954
- Affiche : Jean Mascii (France)

## Récompenses et distinctions
- Prix spécial du jury au Festival de Cannes 1955[3]